# Rue de la Lanterne-en-la-Cité
Rue de la Lanterne-en-la-Cité var en gata på Île de la Cité i Quartier de la Cité i Paris. Gatan var uppkallad efter motivet på en butiksskylt. Rue de la Lanterne-en-la-Cité började vid Quai Desaix och slutade vid Rue de la Vieille-Draperie. 
År 1834 bildades den nya Rue de la Cité av Rue de la Lanterne-en-la-Cité, Rue de la Juiverie och Rue du Marché-Palu.

## Bilder
| - Kyrkan Saint-Denis-de-la-Chartre. - Reklam för À la Belle Jardinière. |

## Omgivningar
- Notre-Dame
- Sainte-Chapelle
- Sainte-Croix de la Cité
- Saint-Denis-de-la-Chartre
- Sainte-Marie-Madeleine-en-la-Cité
- Saint-Symphorien de la Cité (Chapelle Saint-Luc)
- À la Belle Jardinière
- Rue Saint-Barthélemy

### Webbkällor
- ”La rue de la Lanterne”. Histoires de Paris. 17 november 2017. https://www.histoires-de-paris.fr/rue-lanterne/. Läst 5 april 2022.